# رينيه هيدينك
رينيه هيدينك (بالهولندية: René Hiddink)‏ هو لاعب كرة قدم هولندي، ولد في 19 يونيو 1955 في هيرينفين في هولندا. لعب مع دي غرافشاب.